# Pfarrkirche Weyregg am Attersee

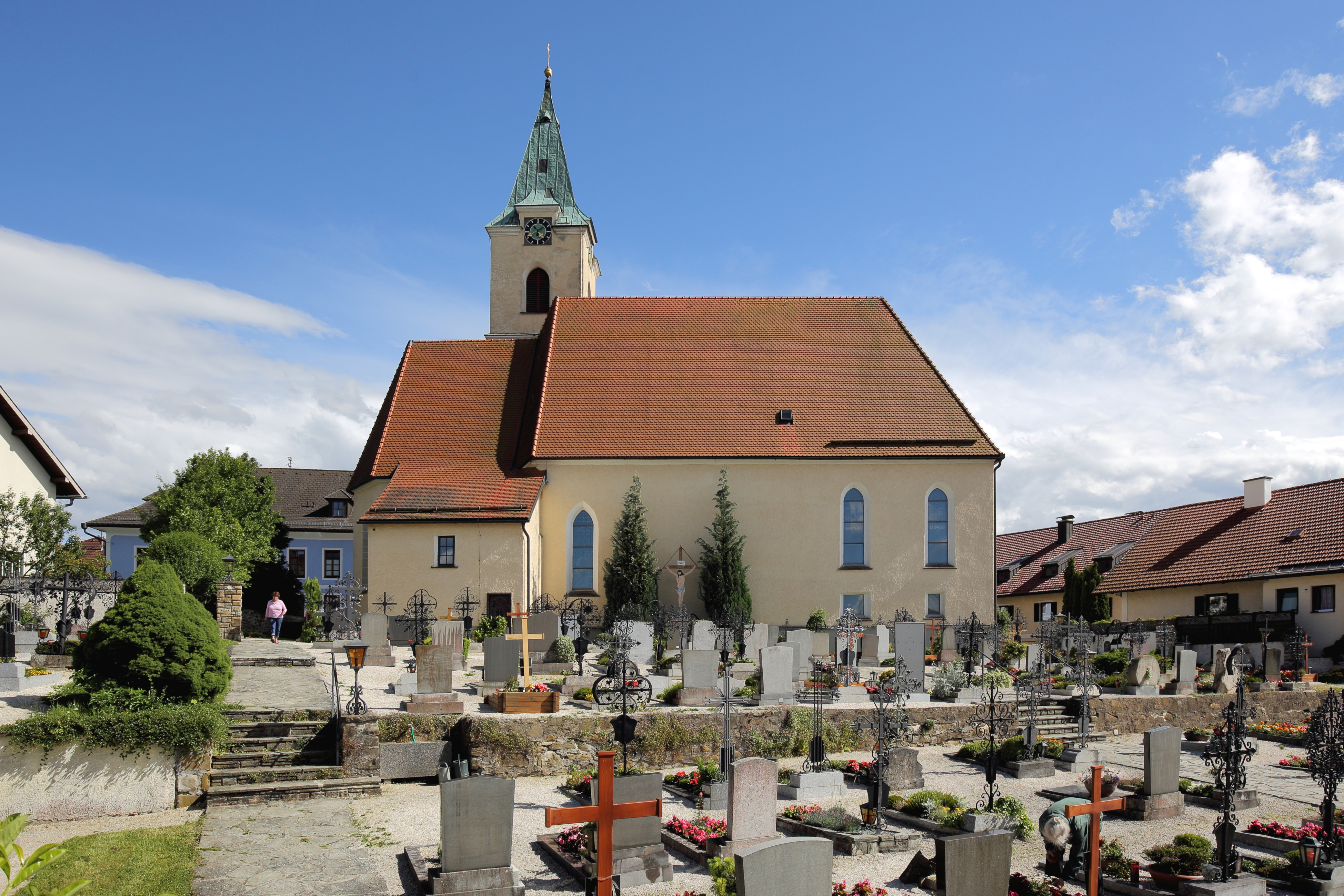
Nordansicht der Pfarrkirche

Die römisch-katholische Pfarrkirche Weyregg am Attersee steht im Ortszentrum der Gemeinde Weyregg am Attersee im Bezirk Vöcklabruck in Oberösterreich. Sie ist dem heiligen Valentin geweiht und gehört zum Seelsorgeraum Schörfling im Dekanat Schörfling. Die Kirche steht unter Denkmalschutz.

## Geschichte
Pfarre
Nachdem der König des Ostfrankenreiches und spätere römisch-deutscher Kaiser Heinrich II. das Bistum Bamberg 1007 gründete, schenkte er diesem den Attergau, zu dem auch Weyregg gehörte. Im Jahr 1115 errichteten die Bamberger Bischöfe die Mutterpfarre St. Georgen im Attergau. Zu dieser gehörte auch Weyregg als Filiale. Unter Graf Bartholomäus Khevenhüller und seinem Pfleger Siegmund Widerroither war Weyregg von 1570 bis 1615 protestantisch. Um 1590 wurde Weyregg von St. Georgen getrennt. Die Seelsorger galten aber noch immer als Vikare und somit war Weyregg eine Filiale von St. Georgen. Erst 1891 unter Pfarrer Michael Dobler wurde Weyregg eine eigenständige Pfarre.
Kirche

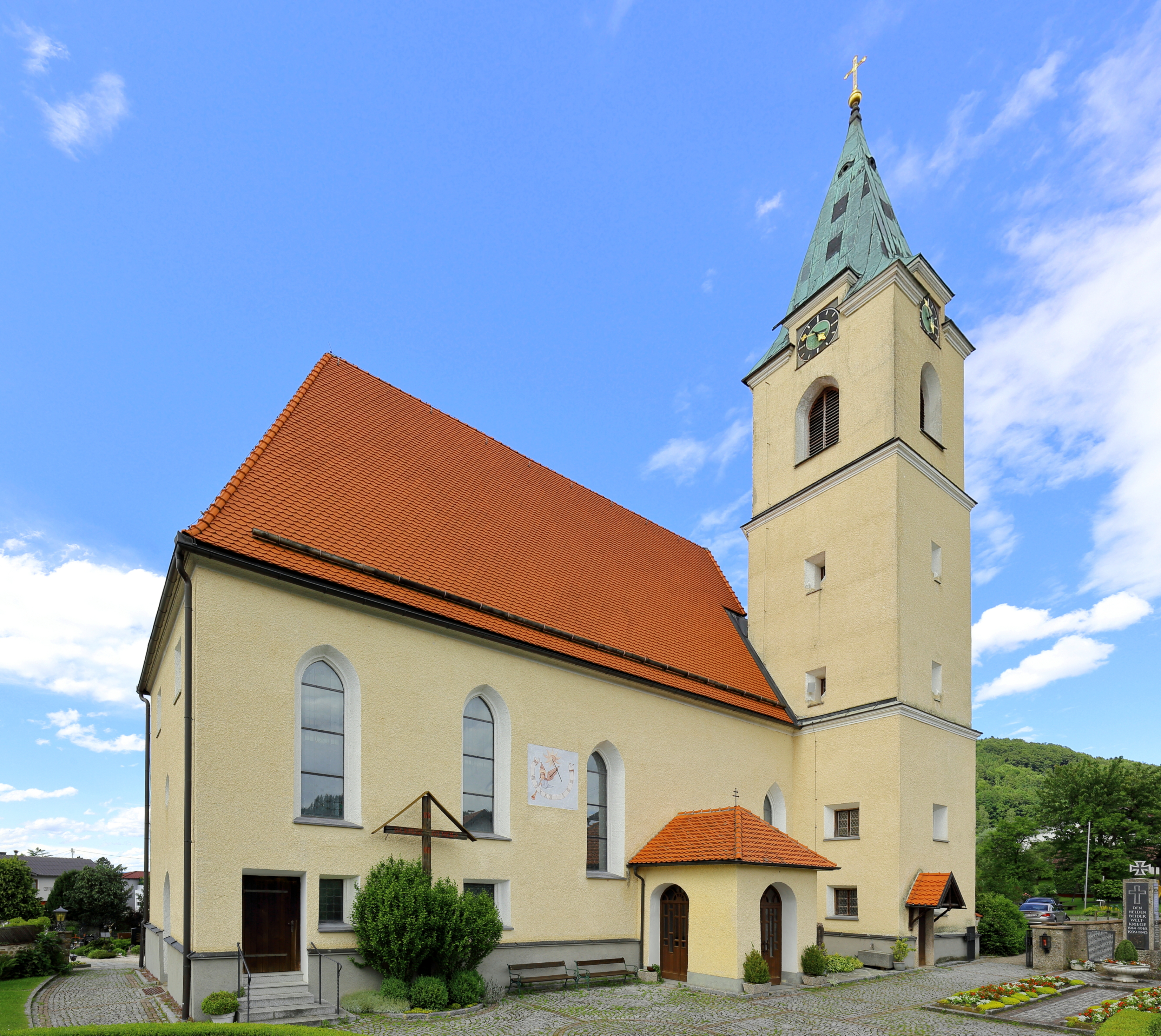
Südwestansicht der Pfarrkirche

Die Vorgängerkirche, deren Grundmauer man bei Erneuerungsarbeiten 1972 am Altarraum entdeckte, war kleiner und dürfte aus dem 14. Jahrhundert stammen. Die spätgotische Kirche wurde in der zweiten Hälfte des 15. Jahrhunderts errichtet und wird dem Baumeister Stephan Wultinger aus Vöcklamarkt zugeschrieben. Ursprünglich war der rechteckige Kirchenraum durch einen Pfeiler als zweischiffige Hallenkirche ausgeführt. Von 1931 bis 1933 erfolgten größere Umbau- und Erweiterungsarbeiten. So wurde 1931 aus liturgischen Gründen der Pfeiler entfernt und das Gewölbe in gotisierender Weise ergänzt. Von November 1931 bis September 1932 erfolgte die Erweiterung des jetzt einschiffigen Kirchenraumes um rund acht Meter nach Westen. Nachdem zuvor die Kirche nur einen Dachreiter hatte, wurde auch ein Kirchturm im südlichen Chorwinkel errichtet, der 1933 vollendet wurde.
Unter Pfarrer Alois Kaiser erfolgte eine Renovierung der Kirche zwischen 1947 und 1958. Um dem neuen liturgischen Vorgaben des Zweiten Vatikanischen Konzils gerecht zu werden, gestaltete der Linzer Architekt Erich Scheichl 1972 den Altarraum um. Dabei wurden unter anderem der neugotische Hochaltar (errichtet nach 1880), die Kanzel und das Speisgitter entfernt, sowie das vermauerte mittlere Chorfenster wieder geöffnet.

## Kirchenbau
Der spätgotische Chor mit einem Netzrippengewölbe ist gegenüber dem Langhaus eingezogen, hat zwei Joche und einen Fünfachtelschluss. Das einschiffige Langhaus hat ein Netzrippengewölbe mit Flachtonnen.
In den Gewölbefeldern des Chores sowie an den Langhauswänden befinden sich moderne Seccomalereien von Karl Weiser aus dem Jahr 1951/52. Die drei Altarraumfenster aus dem Jahr 1972 stammen ebenfalls von Karl Weiser und haben die Themen: Glaube, Liebe und Hoffnung.

## Ausstattung
Hochaltar

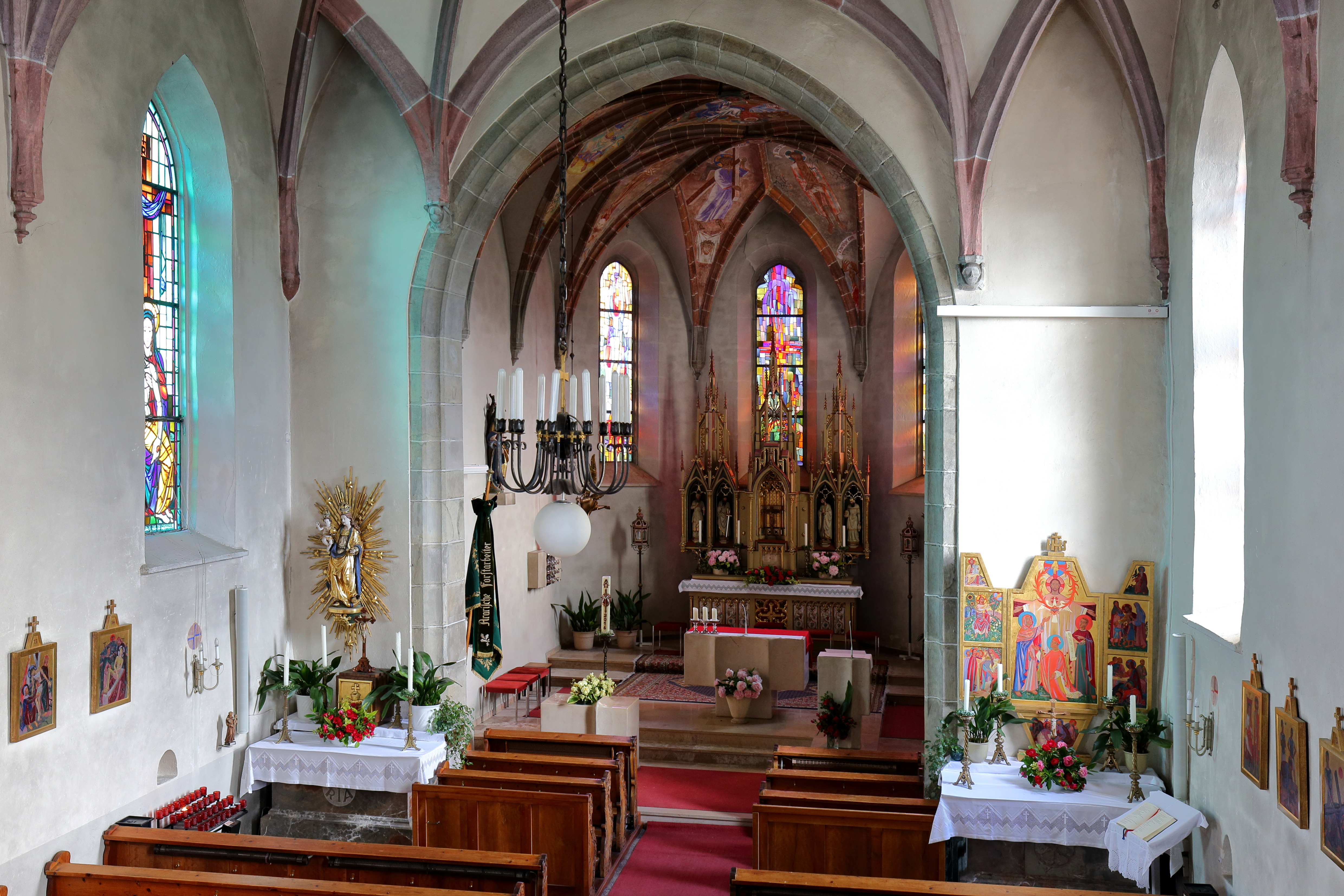
Innenansicht Richtung Chor

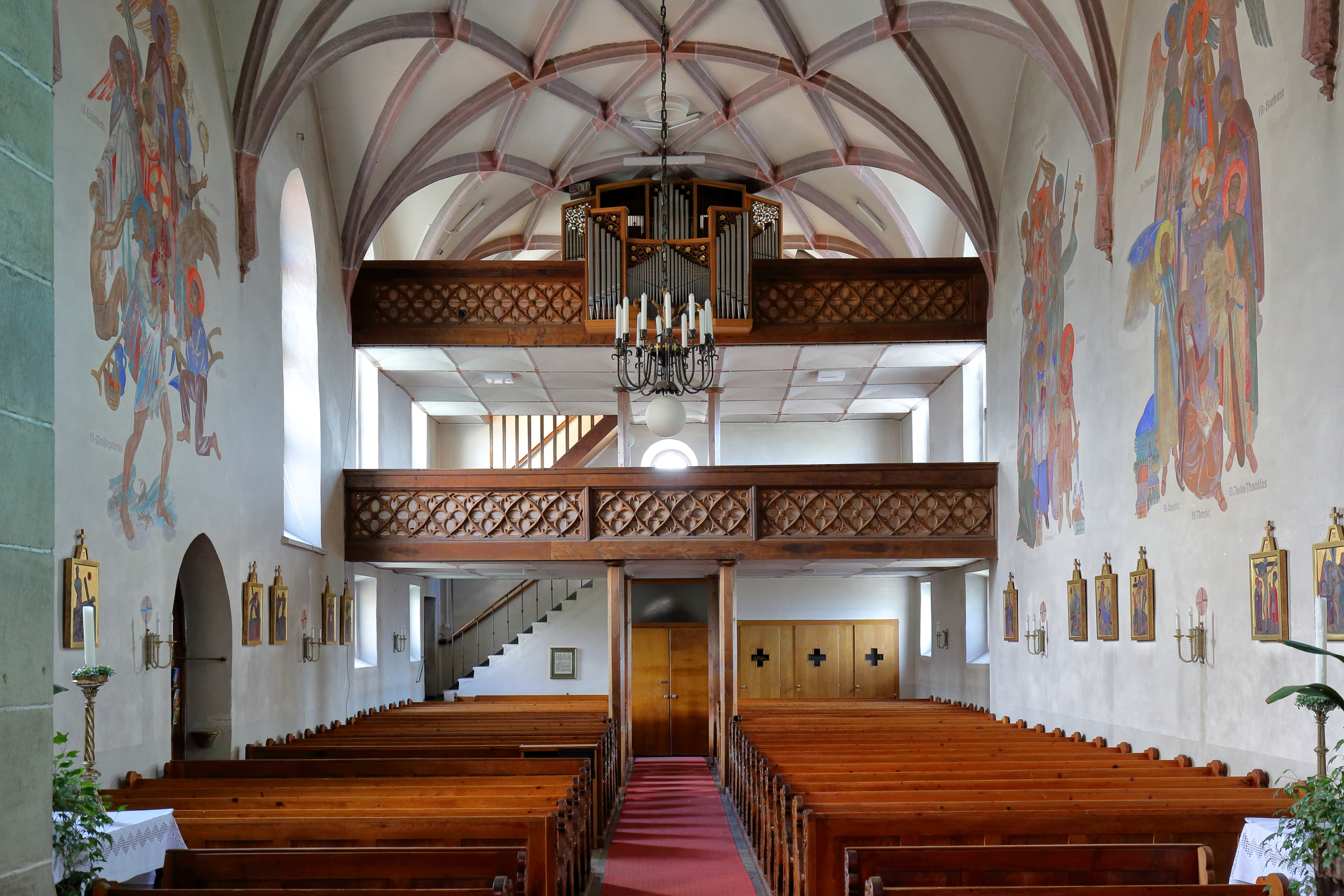
Innenansicht Richtung Orgelempore

Nachdem der ursprüngliche neogotische Hochaltar im Zuge der Umbauarbeiten 1972 demontiert wurde, erhielt Weyregg 1993 von der Pfarre Radfeld in Tirol einen neugotischen Altar als Leihgabe. Anlässlich des 80. Geburtstags von Pfarrer Trauner 2004, wurde er der Pfarre geschenkt.

Im Altarraum stehen zwei spätgotische Statuen aus der Zeit um 1500: links der heilige Sebastian rechts der heilige Valentin. Sie stammen aus dem Umfeld des Bildhauers Lienhart Astl.
Seitenaltäre
Der linke Seitenaltar ist ein Marienaltar mit einer Mondsichelmadonna. Diese ist im Kern spätgotisch (um 1520) und wurde in der Barockzeit stark überarbeitet. Eine Restaurierung erfolgte 1953. Dabei wurde von der Künstlerin Klothilde Rauch die Strahlen hinzugefügt.

Der Herz-Jesu-Altar an der rechten Seite ist ein moderner Flügelaltar, den Karl Weiser 1953 schuf.
Kreuzwegstationen-Bilder
An der linken und rechten Langhauswand sind in Summe 14 Kreuzwegstationen-Bilder aufgehängt. Diese schuf ebenfalls Karl Weiser und wurden 1956 geweiht. Alle Bilder haben eine Goldhintergrund, der den Himmel und die ewige Freude symbolisiert.
Orgel
Die 1963 geweihte Orgel hat eine mechanische Traktur, zwei Manuale und 16 Register. Der Bau der Orgel wurde von Hubert Neumann aus Götzis begonnen und von Wilhelm Zika (Oberösterreichische Orgelbauanstalt) fertiggestellt.
Glocken
Nach der Errichtung des Kirchturmes 1933 erhielt dieser 1936 ein Geläut. Dieses wurde während des Zweiten Weltkrieges als Metallspende des deutschen Volkes eingeschmolzen. Das heutige Geläut (c, fis, a, h, cis) wurde von 1947 bis 1958 in der Glockengießerei St. Florian gegossen und hat ein Gesamtgewicht von 3048 kg.